# Louisella
Louisella is een geslacht van uitgestorven wormen, bekend van de Burgess Shale uit het Midden-Cambrium. Het werd oorspronkelijk beschreven door Charles Walcott in 1911 als een holothurische echinoderm en vertegenwoordigt een jonger synoniem van Miskoia, dat oorspronkelijk werd beschreven als een annelide. Achtenveertig exemplaren van Louisella zijn bekend uit de Greater Phyllopod-bedding, waar ze minder dan een promille van de gemeenschap uitmaken. Er is geclaimd dat het paleoscolecide-achtige sclerieten heeft, hoewel dit in feite niet het geval is. Het is ook geïnterpreteerd als een annelide en een sipunculida (noch op bijzonder dwingende gronden) en een priapulida, maar het wordt conservatiever beschouwd als een ecdysozoa-worm. Diepe ecdysozoïsche relaties zijn nog niet goed opgelost, waardoor een preciezere plaatsing een uitdaging is.